# Homoneura asymmetrica
Homoneura asymmetrica är en tvåvingeart som beskrevs av Malloch 1927. Homoneura asymmetrica ingår i släktet Homoneura och familjen lövflugor. Inga underarter finns listade i Catalogue of Life.